# Stader Tageblatt
Das Stader Tageblatt ist eine Regionalzeitung, die täglich außer sonntags in Stade (Niedersachsen) erscheint und den gesamten Landkreis Stade abdeckt. Die Gesamtauflage liegt aktuell bei 25.362 Exemplaren (print, ePaper und digital, Stand 03/2022).
Das Stader Tageblatt hat das so genannte Rheinische Format. Die Zeitung erschien erstmals 1871 und wird vom Zeitungsverlag Karl Krause GmbH & Co. KG mit Sitz in Stade herausgegeben. Eine Außenredaktion produziert in Buxtehude die Kopfausgaben Buxtehuder Tageblatt und Altländer Tageblatt. Der Mantelteil wird in einer Kooperation mit anderen kleineren Tageszeitungen des Elbe-Weser-Raumes herausgegeben und von der bei der Nordsee-Zeitung in Bremerhaven beheimateten „Redaktionsgemeinschaft Nordsee“ produziert.

## Frühere Redaktionsmitglieder

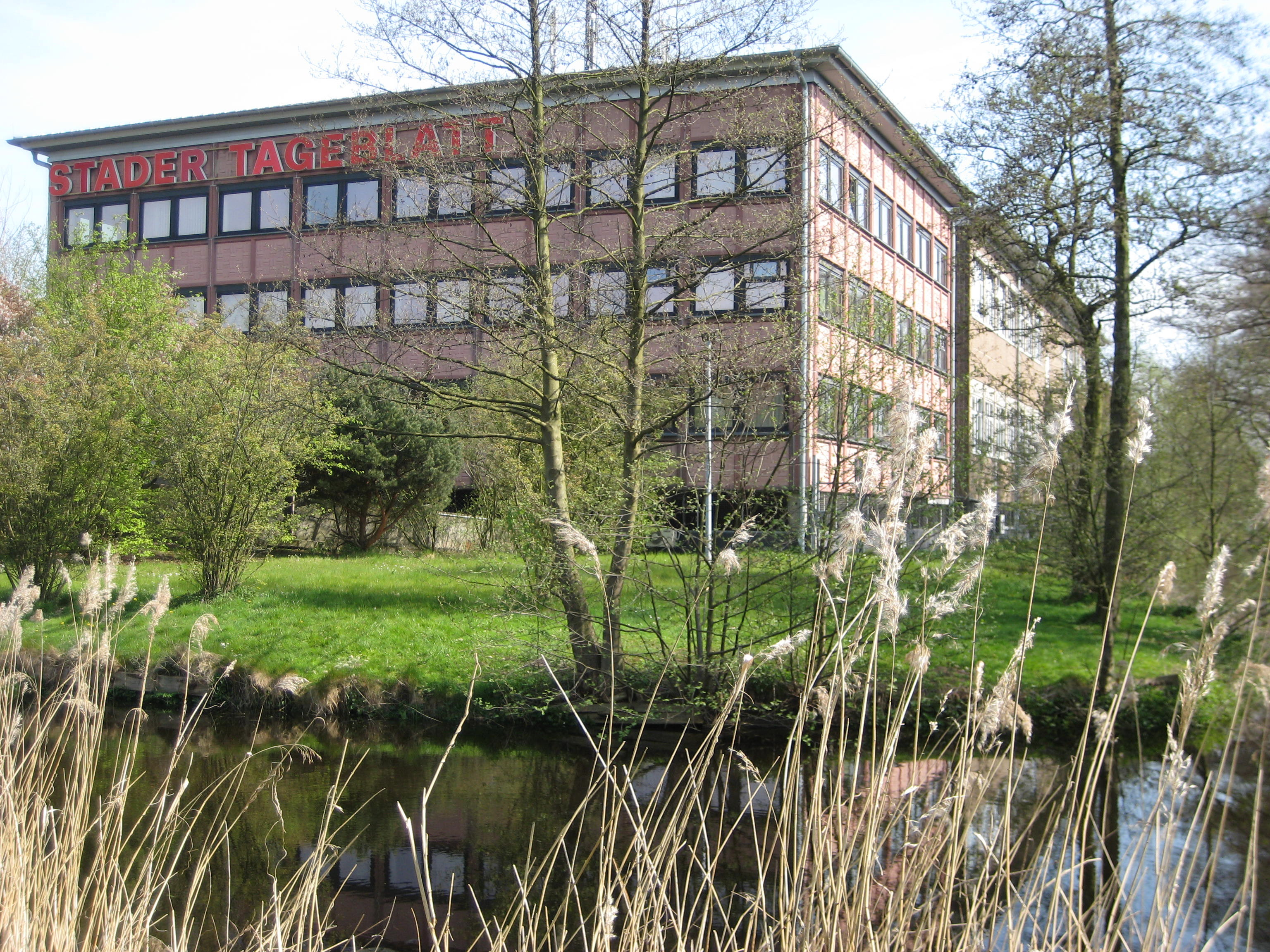
Verlagsgebäude des Stader Tageblatts in der Glückstädter Straße

Der profilierte investigative Journalist Hans Leyendecker machte sein Volontariat beim Stader Tageblatt und schrieb dort auch Leitartikel.
Ebenfalls Volontär des Stader Tageblatts war Hermann Meyn, Dozent für Journalistik an der Universität Hamburg, ehemaliger Redakteur beim Nachrichtenmagazin Der Spiegel, Senatssprecher in Berlin und Vorsitzender des Deutschen Journalisten-Verbandes.
Heinrich Ahrens (1905–1977) arbeitete ab 1927 als Redakteur für die Zeitung. Später war er Rektor der Mittelschule Stade, deren Chronik er verfasste. Er gehörte für die FDP dem Stader Stadtrat an.
Ulfert Kaphengst (geb. 1961), 2003 bis 2017 Pressesprecher der Hamburgischen Bürgerschaft, war von 1990 bis 2003 als Redakteur beim Stader Tageblatt tätig, zuletzt als Chefredakteur.

## Auflage
Das Stader Tageblatt hat wie die meisten deutschen Tageszeitungen in den vergangenen Jahren an Auflage eingebüßt. Aktuell liegt die Gesamtauflage aller drei Titel (Stader Tageblatt, Buxtehuder Tageblatt und Altländer Tageblatt) bei 25.362 Exemplaren (print, ePaper und digital). Die Homepage „tageblatt.de“ erzielt im Monatsdurchschnitt 2,2 Millionen Page Impressions (Seitenaufrufe).